# Procyon lotor insularis
El mapache de Tres Marías (Procyon lotor insularis) es una de las subespecies de mapache común (Procyon lotor). Durante un tiempo fue considerada como una especie propia (Procyon insularis), aunque tras una serie de estudios morfológicos se adscribe de nuevo a la especie nominal. Se encuentra muy amenazada, pues sólo se ha encontrado en el archipiélago de las Tres Marías, en el Pacífico mexicano.